# España en guerra
España en guerra es una serie documental de 30 capítulos producida por RTVE en 1987 y dirigida por Pascual Cervera. La diferencia entre este documental y otros hechos para televisión es que en este se partió del texto y según este se añadieron las imágenes y se creó el ritmo fílmico. También incluye muchas imágenes raras y difíciles de encontrar.

## Episodios
- 1. El declive de un régimen
- 2. La República: reforma y reacción
- 3. El Frente Popular
- 4. La sublevación
- 5. La tormenta de julio
- 6. España partida en dos
- 7. Un país en llamas
- 8. Agosto sangriento
- 9. La República retrocede
- 10. Franco Caudillo
- 11. No pasarán
- 12. Madrid resiste
- 13. Valencia capital de la República

- 14. El Jarama
- 15. Guadalajara
- 16. Guernica
- 17. Los hechos de mayo
- 18. El hundimiento de Euskadi
- 19. Brunete
- 20. La caída del Norte
- 21. El nuevo Estado
- 22. Bajo las bombas
- 23. Los 13 puntos de Negrín
- 24. Dos años de guerra
- 25. La batalla del Ebro
- 26. La caída de Cataluña
- 27. La República se hunde
- 28. La derrota
- 29. La victoria
- 30. Los desastres de la guerra

## Guionistas
En la escritura del guion participaron los siguientes historiadores profesionales:
- Fernando F. Bastarreche
- Josep Benet
- Antonio María Calero
- Gabriel Cardona
- Fernando García de Cortázar
- Alfons Cucó
- José M. Cuenca Toribio
- Gregori Mir
- Alberto Reig Tapia
- Manuel Tuñón de Lara
- Angel Viñas